# Basilio María de Argaiz
Basilio María de Argaiz (17?? - 18??) fue un notario público y político novohispano y mexicano, después de la guerra de independencia. Fue gobernador de Yucatán durante un brevísimo periodo de cuatro días en 1833. Fue alcalde de Mérida, Yucatán un año después, en 1834.

## Datos históricos
Antes de la consumación del proceso de independencia de México, Basilio de Argaiz había destacado por su participación en el grupo de los Sanjuanistas.
Fue alcalde de Mérida, a la sazón capital de la capitanía general de Yucatán, en 1812 y en 1820 antes de la independencia de México. Volvió a serlo en el México independiente, en 1834.